# Diva (2024.)
Diva je igrani biografsko-povijesni film o Divi Grabovčevoj iz 2024. godine redatelja Branka Perića, snimljen prema scenariju njegove supruge Mare Perić. Premijerno će biti prikazan na filmskome festivalu u Cannesu, u svibnju 2025.
Sniman je u produkciji SP produkcije iz Tomislavgrada, a montaža snimljena materijala i post-produkcija odvijali su se u studiju »Majestic« u Melbourneu.
Planirana je i distribucija na platformi Amazon Prime.
Snimanje filma poduprijeli su Federalna fondacija za kinematografiju i Središnji državni ured za Hrvate izvan Republike Hrvatske.

## Uloge
(popis nepotpun)
- Ornela Vištica kao Diva Grabovčeva
- Luka Mamuza kao Tahir-beg Kopčić
- Mugdim Avdagić kao Džafer-beg
- Mladen Vulić kao Arslan Aga
- Valentin Perković kao dr. Ćiro Truhelka